# Le Juge et son bourreau
Le Juge et son bourreau (Der Richter und sein Henker) est un roman policier de Friedrich Dürrenmatt, écrit en 1952, et publié dans le journal suisse Der Schweizerische Beobachter.

## Résumé
Hans Bärlach est un vieux commissaire de police judiciaire de la ville de Berne. Son meilleur élément, Ulrich Schmied, est retrouvé abattu sur une route de campagne entre Douanne et Lamboing. Le commissaire Bärlach, étant atteint d’un cancer, laisse son assistant, le fonctionnaire de police judiciaire Tschanz, mener l’enquête. Or celui-ci est l’assassin et laisse donc planer les soupçons sur le lobbyiste Gastmann, qui possède une maison dans les environs du lieu du crime.
Avant sa mort, Schmied était en contact avec Gastmann sous un faux nom et enquêtait sur les agissements de Bärlach contre ce dernier. Or Gastmann avait des bienfaiteurs, ce qui complexifiait les recherches de la police.
Lors d’une visite chez Gastmann, son chien attaque Bärlach, et Tschanz est contraint d’abattre l’animal. Il s’avère plus tard que le commissaire a tout mis en scène afin d’obtenir une balle de l’arme de service de Tschanz.
On apprend progressivement que Bärlach et Gastmann se connaissent. En effet, quatre décennies auparavant, Gastmann avait parié qu’il commettrait un crime que Bärlach ne pourrait jamais élucider. Il décida donc de tuer un commerçant innocent, dont il maquilla la mort en suicide. Par la suite, Bärlach fait carrière dans la police et Gastmann dans le crime, bénéficiant toujours d’une longueur d’avance. Le vieux commissaire met Schmied, son meilleur homme, sur Gastmann, de nouveau sans succès puisque celui-ci est tué par Tschanz. Il décide alors de mettre Tschanz sur le dossier de manière indirecte. Pour se protéger, ce dernier décide d’accuser Gastmann du meurtre. Cela lui permet de clore l’affaire et de marcher ainsi sur les traces de Schmied par un brillant succès criminologique.
Lorsque Bärlach refuse de mener d’autres enquêtes sur Gastmann, Tschanz désespère. Simultanément, le commissaire menace Gastmann de lui envoyer un « bourreau ». En disant cela, il pense à Tschanz, qui, prêt à tout, cherche la confrontation avec Gastmann. Lorsque celui-ci se défend, il est, de même que ses deux domestiques, abattu par Tschanz. De cette manière, Bärlach parvient à arrêter Gastmann – toutefois pas pour ses crimes, mais pour un meurtre qu’un autre a commis.
Finalement, Bärlach démasque également Tschanz comme étant un meurtrier, et le lui prouve lors d'une dernière rencontre en l’invitant à dîner chez lui. Bärlach le laisse partir. Le lendemain, Tschanz est retrouvé mort sous sa voiture, percutée par un train.

### Personnages principaux

#### Hans Bärlach
Bärlach est commissaire de police à Berne. Il est de « nature taciturne, réfléchie et secrète ». Le commissaire, atteint d’un cancer en phase terminale, joue un double jeu : il se tient à distance et de là tire les ficelles afin de faire condamner son ancien rival et criminel Gastmann, au terme de quatre longues décennies. Ne parvenant pas à l'arrêter par des moyens légaux, il utilise Tschanz, son assistant, comme « bourreau » et parvient ainsi à éliminer son adversaire.

#### Tschanz
Tschanz est officier de police judiciaire à Berne. Bärlach le nomme comme assistant dans « l'affaire du meurtre de Schmied ». En raison de son ambition maladive, il tue son collègue Schmied, qu’il envie pour « sa compétence, son succès, son éducation et sa fiancée ». Bärlach parvient cependant à rapidement le démasquer et se sert littéralement de lui comme « bourreau » pour éliminer Gastmann.
À la fin, Tschanz est percuté par un train et meurt.

#### Gastmann
Gastmann, un « roi du crime, froid, calculateur et sûr de lui », vit à Lamboing, au-dessus du lac de Bienne. Il est décrit comme étant un philosophe occasionnel et un « nihiliste ». Depuis 40 ans, il est traqué par Bärlach, sans succès, en raison d'un pari qu'il avait fait avec le commissaire à Constantinople lorsqu'il était jeune. Bien qu'il tente, lors de sa dernière rencontre avec Bärlach, de faire valoir sa supériorité avec assurance, il est finalement surpris par le commissaire : en effet, ce dernier réussit enfin à attirer Gastmann dans un piège où il trouve la mort.

#### Dr. Lucius Lutz
Lutz est le supérieur de Bärlach et, contrairement à lui, fait confiance aux méthodes de la « criminologie moderne ». Il a souvent une opinion différente de celle du commissaire.

## Adaptations

### Au cinéma
- 1975 : Double Jeu (Der Richter und sein Henker), film allemand de Maximilian Schell, avec  Jon Voight et Jacqueline Bisset

### À la télévision
- 1957 : Der Richter und sein Henker, téléfilm allemand réalisé par Franz Peter Wirth
- 1961 : The Judge and His Hangman, épisode de la série télévisée britannique BBC Sunday-Night Play
- 1972 : Il giudice e il suo boia, téléfilm italien réalisé par Daniele D'Anza, avec Paolo Stoppa et Ugo Pagliai
- 1974 : Le Juge et son bourreau, téléfilm français réalisé par Daniel Le Comte, avec Charles Vanel et Gilles Ségal<https://www.sudoc.fr/193385538>

### Bande dessinée
- 1989 : Le Juge et son bourreau, scénario par les élèves du Gymnase de Berne, Lausanne/Paris, Éditions Favre

### Autres sources
- Hinault, Anne-Marie (1993). Le théâtre de Friedrich Dürrenmatt et le genre de la comédie noire. <https://www.sudoc.fr/056114648>
- François, Jean-Claude (1987). Le Théâtre allemand après 1945. <https://www.sudoc.fr/240585194>
- Hinault, Anne-Marie (1993). Le Théâtre de Friedrich Dürrenmatt et le genre de la comédie noire. <https://www.sudoc.fr/056114648>
- Mengard, Frédérique, Bandet, Jean-Louis (2003). Les Comédies de Friedrich Dürrenmatt ou le théâtre considéré comme institution morale. <https://www.sudoc.fr/076894630>